# Albstadt (Alzenau)
Albstadt ist ein Gemeindeteil der Stadt Alzenau im unterfränkischen Landkreis Aschaffenburg in Bayern.

## Geographie

Gemeindeteil und Gemarkung Albstadt

Das Pfarrdorf liegt am Rande der historischen Birkenhainer Straße, unmittelbar an der Landesgrenze zu Hessen auf einer Höhe von 166 m ü. NHN. Südlich von Albstadt liegt Michelbach, nördlich Somborn und nordöstlich Neuses. Im Westen befindet sich der Hof Trages. In Albstadt vereinigen sich Wehmig und Eichbach zum Weibersbach. Durch den Ort führen die Staatsstraßen 3202 und 3339.
Der topographisch höchste Punkt der Dorfgemarkung, die zugleich etwa dem Gebiet der Altgemeinde Albstadt entspricht, befindet sich mit 371 m ü. NHN (Lage) am Gipfel des Heidkopfes westlich des Teufelsgrundes, der niedrigste liegt am Weibersbach auf 147 m ü. NHN (Lage). Der Nördlichste Punkt der Dorfgemarkung befindet sich ungefähr an der Heiligenhöhe (206 m), der südlichste liegt am Wolfsbach oberhalb der Dörsthöfe. Im Osten reicht die Gemarkung bis zu den Hängen des Sölzertsberges (351 m). Der westlichste Punkt befindet sich im Goldbachtal unterhalb des Goldbergs (220 m) südlich vom Hof Trages.

### Nachbargemarkungen
Folgende Gemarkungen grenzen an das Ortsgebiet von Albstadt:
| Somborn |                                             | Neuses |
|         | Kompassrose, die auf Nachbargemeinden zeigt |        |
|         | Michelbach                                  |        |

## Name

### Etymologie
Es wird fälschlicherweise angenommen, dass der Name Albstadt sich von einer Alb ableitet. Der Name geht aber auf den Personennamen Albo zurück. Im Volksmund wird der Ort „Albschbedd“ oder auch „Albschbitt“ genannt.

### Frühere Schreibweisen
Frühere Schreibweisen des Ortes aus diversen historischen Karten und Urkunden:
- 889 „Albsteti“
- 1244 „Albestat“
- 1386 „Albestad“
- 1562 „Albisstat“

## Geschichte
Die älteste erhaltene Erwähnung von Albstadt befindet sich in einer Urkunde aus dem Jahr 1244 als „Albestat“. Albstadt gehörte zum Freigericht Alzenau, das aus vier Landgerichten bestand. Im Jahr 1500 belehnte der römisch-deutsche König Maximilian I. den Erzbischof von Mainz und den Grafen von Hanau-Münzenberg gemeinsamen mit dem Freigericht, das sie nun als Kondominat verwalteten. Da im Freigericht auch zur Zeit des Kondominats die kirchliche Jurisdiktion bei den Erzbischöfen von Mainz verblieb, konnte sich die Reformation – im Gegensatz zur Grafschaft Hanau-Münzenberg – dort nicht durchsetzen. Albstadt blieb römisch-katholisch.
Von 1601 bis 1605 fand im Freigericht Alzenau eine große Hexenverfolgung statt. In deren Folge wurden fünf Frauen und vier Männer aus Albstadt  auf dem Scheiterhaufen als Hexen und Zauberer lebendig verbrannt.
Als Graf Johann Reinhard III. 1736 als letzter männlicher Vertreter des Hauses Hanau starb, war dessen Erbe hinsichtlich der Grafschaft Hanau-Münzenberg aufgrund eines Erbvertrages der Landgraf von Hessen-Kassel. Ob das Erbe sich auch auf den Hanauer Anteil an dem Kondominat erstreckte, war in den folgenden Jahren zwischen Kurmainz und Hessen-Kassel heftig umstritten. Der Streit endete in einem Kompromiss, dem Partifikationsrezess von 1740, der eine Realteilung des Kondominats vorsah. Es dauerte allerdings bis 1748, bis der Vertrag umgesetzt war. Albstadt wurde vom Landgericht Somborn abgetrennt, das an Hessen-Kassel fiel, und blieb bei Kurmainz.
Der Reichsdeputationshauptschluss des Jahres 1803 schlug das Amt Alzenau der Landgrafschaft Hessen-Darmstadt (ab 1806: Großherzogtum Hessen) zu, die es aber nur 13 Jahre behielt. Im Jahr trat das Großherzogtum das Amt an das Königreich Bayern ab. Die Gemeinde Albstadt gehörte zum Bezirksamt Alzenau, das am 1. Juli 1862 gebildet wurde. Dieses wurde am 1. Januar 1939 der Landkreis Alzenau in Unterfranken.
Am 1. Juli 1972 wurde Albstadt im Zuge der Gebietsreform in Bayern nach Alzenau in Unterfranken eingemeindet.

## Sehenswertes
- Nahe der Landesgrenze zu Hessen steht an einem Feld einer der ältesten Bildstöcke Unterfrankens. Er wird im Volksmund „Schwedenkreuz“ genannt.[10] Nach einer Informationstafel stammt das Wegkreuz aus dem Jahr 1608 und wurde von ortsansässigen Landschöffen errichtet.[11]
- Die Kuratiekirche Philippus und Jakobus besitzt einen sehenswerten Pfarrgarten
- Kulturweg – Mittelalterliche Siedlung[12]

## Ehrenbürger der ehemaligen Gemeinde Albstadt
- Weihbischof Alfons Kempf
- Geistlicher Rat Leo Wolpert
- Oberlehrer Kaspar Menth
- Oberlehrer Augustus Raps
- Hella und Gottfried Hagen